# Bradley Gardens
Bradley Gardens es un lugar designado por el censo ubicado en el condado de Somerset en el estado estadounidense de Nueva Jersey. En el año 2010 tenía una población de 14,206 habitantes.

## Geografía
Bradley Gardens se encuentra ubicado en las coordenadas 40°33′45″N 74°39′16″O / 40.56250, -74.65444.